# Dicyrtoma quadrangularis
Dicyrtoma quadrangularis är en urinsektsart som beskrevs av Mills 1934. Dicyrtoma quadrangularis ingår i släktet Dicyrtoma och familjen Dicyrtomidae. Inga underarter finns listade i Catalogue of Life.